# マクロブロキス・ボルネエンシス
マクロブロキス・ボルネエンシス（Macrobrochis borneensis）は、鱗翅目（チョウ目）エレビダエ科に属するガの一種。1939年にウォルター・カール・ヨハン・レープケによって発見された。ボルネオ島とマレー半島に生息し、ジャワ島とフィリピンにも生息している可能性がある。
成虫は灰色で、オレンジ色の襟と後翅の広い白いゾーンがある。